# غريغوري دوجلاس
غريغوري دوجلاس (بالإنجليزية: Gregory Douglass)‏ هو مغن مؤلف ومغني وعازف بيانو أمريكي، ولد في 19 ديسمبر 1980 في برلينغتون في الولايات المتحدة.

## وصلات خارجية
- الموقع الرسمي
- غريغوري دوجلاس على موقع ميوزك برينز (الإنجليزية)
- غريغوري دوجلاس على موقع أول ميوزيك (الإنجليزية)
- غريغوري دوجلاس على موقع أول ميوزيك (الإنجليزية)
- غريغوري دوجلاس على موقع ديسكوغز (الإنجليزية)